# Sternhaariges Blaukissen
Das Sternhaarige Blaukissen (Aubrieta columnae) ist eine Pflanzenart aus der Gattung Blaukissen (Aubrieta) in der Familie der Kreuzblütengewächse. 

## Merkmale
Das Sternhaarige Blaukissen ist eine mehrjährige, krautige Pflanze, die Wuchshöhen von 5 bis 20 Zentimeter erreicht. Die Pflanze ist vielstängelig, behaart und wächst in den Boden bedeckenden Polstern. Die Blätter sind wechselständig, linealisch-spatelig bis umgekehrt eiförmig, keilförmig oder rhombisch, undeutlich gestielt, bis zu 2 Zentimeter lang und mehr oder weniger stark gezähnt. Der endständige Blütenstand ist eine lockere, wenigblütige Traube ohne Tragblatt. Die Blüten sind mittelgroß. Es sind 4 aufrechte Kelchblätter vorhanden, die bis zu 8 Millimeter lang sind. Die 4 Kronblätter sind tief violett gefärbt, haben eine Länge von bis zu 28 Millimeter, einen schmalen, im Kelch liegenden Nagel und eine bis zu 7 Millimeter breite, rundliche, ausgebreitete Platte. Der Fruchtknoten ist oberständig. Die Früchte sind Schoten mit langen Klappen. Sie sind ellipsoidisch, aufrecht, sternhaarig und bis zu 16 Millimeter lang. Die Griffel haben eine Länge von bis zu 1 Zentimeter.

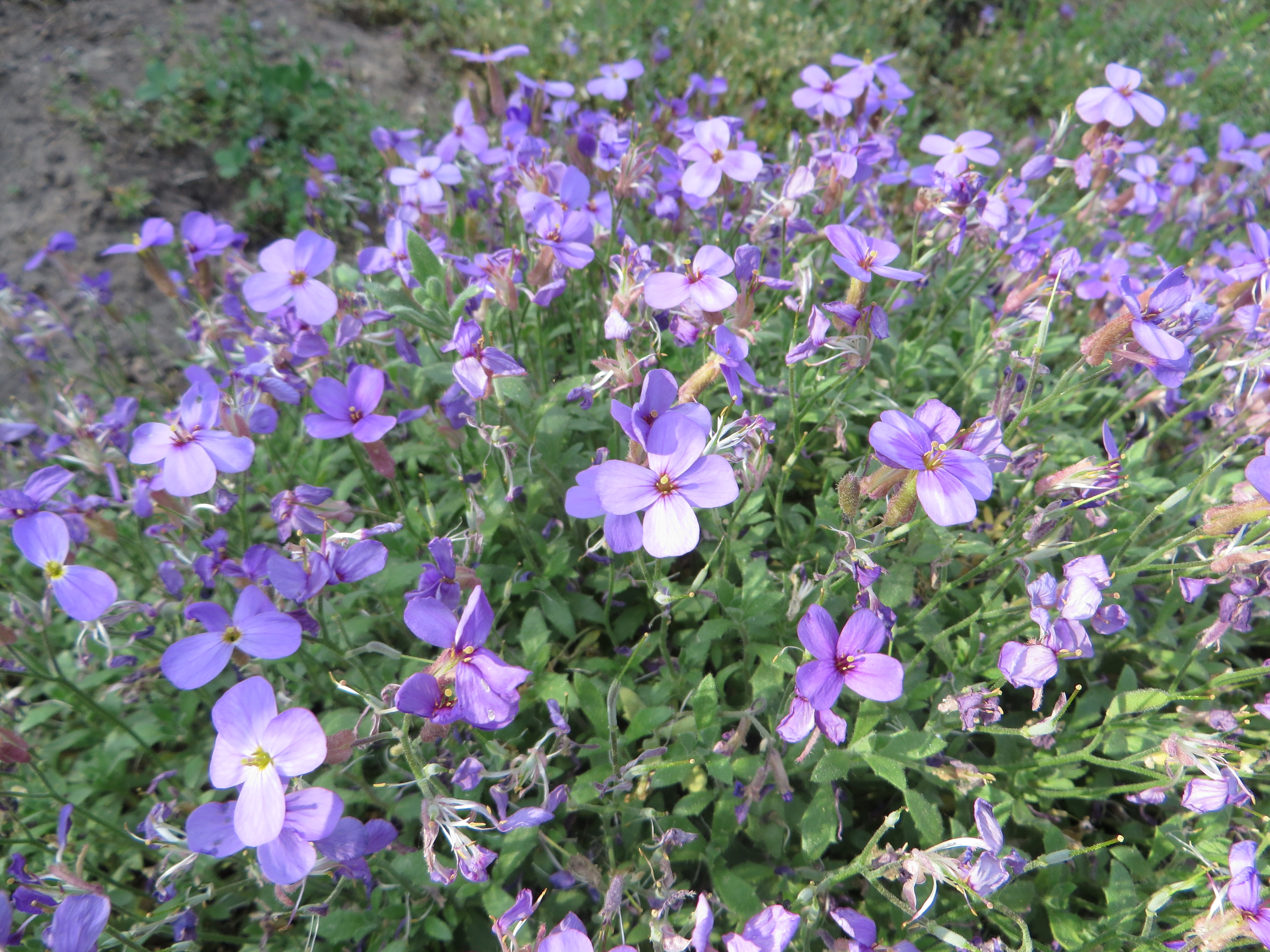
Sternhaariges Blaukissen (Aubrieta columnae)

Blütezeit ist von April bis Juni.

## Vorkommen
Das Sternhaarige Blaukissen kommt im zentralen und östlichen Mittelmeergebiet von Italien bis Jugoslawien, Bulgarien und Rumänien an felsigen Stellen bis in die alpine Stufe vor.

## Systematik
Zum Sternhaarigen Blaukissen gehören vier Unterarten:
- Aubrieta columnae subsp. columnae; diese Unterart ist ein Endemit des mittleren und südlichen Apennin in Italien
- Aubrieta columnae subsp. croatica (Schott) Mattf. (Syn.: A. croatica Schott); diese Unterart kommt nur auf der Balkanhalbinsel und in Rumänien vor
- Aubrieta columnae subsp. italica (Boiss.) Mattf.; diese Unterart ist ein Endemit des Monte Gargano in Italien, kommt vielleicht aber auch in Sizilien vor
- Aubrieta columnae subsp. pirinica Assenov; die Unterart ist ein Endemit von Südbulgarien.

## Belege
- Ehrentraud Bayer, Karl-Peter Buttler, Xaver Finkenzeller, Jürke Grau: Pflanzen des Mittelmeerraums (Die farbigen Naturführer). Mosaik Verlag, München 1986.
- Jaakko Jalas, Juha Suominen: Atlas florae europaeae. Band 10 Cruciferae (Sisymbrium to Aubrieta). Seite 212–215, Helsinki 1994. ISBN 951-9108-09-2